# Fontaine Mangala Sakilikili
Fontaine Mangala Sakilikili, née le 21 octobre 1988 à Kisangani province de la Tshopo élu député nationale en République démocratique du Congo Élections législatives du 20 décembre 2023.